# Cinetus fuliginosus
Cinetus fuliginosus är en stekelart som beskrevs av Curtis 1831. Cinetus fuliginosus ingår i släktet Cinetus, och familjen hyllhornsteklar. Arten är reproducerande i Sverige.